# Bataille d'Azâz (1125)
Pour les articles homonymes, voir Bataille d'Azâz.
Période intermédiaire post-Première croisade
Batailles
- Arsouf
- Mélitène
- Croisades de secours
- Ramla (1er)
- Ramla (2e)
- Tripoli
- Harran
- Artah
- Ramla (3e)
- Croisade norvégienne
- Sidon
- Champ du Sang
- Hab
- Azâz
- Ba'rin
- Shaizar
- Édesse

La bataille d'Azâz oppose, en 1125, les armées seldjoukides d'Alep, de Damas et de Homs qui assiègent Azâz, dans le Nord de la Syrie, aux forces franques coalisées.
L'armée croisée, répartie en treize détachements, mène trois batailles de front :
- à droite, les chevaliers d'Antioche ;
- au centre ceux de Tripoli et d'Edesse ;
- à gauche les forces du roi de Jérusalem.

Serré de près par l'ennemi, le roi de Jérusalem feint habilement la retraite puis fait volte-face pour reprendre l'avantage, et grâce à la vivacité de l'attaque, taille en pièces une armée d'élite qui perd quinze émirs et plusieurs milliers d'hommes. 
 Les Francs remportent la victoire et récoltent un butin considérable,. Selon Guillaume de Tyr, les Turcs perdirent deux mille hommes dans cette bataille, et les chrétiens que vingt-quatre.

## Sources
- Guillaume de Tyr, Histoire des croisades.